# Rachicerus opulentus
Rachicerus opulentus är en tvåvingeart som beskrevs av Akira Nagatomi 1970. Rachicerus opulentus ingår i släktet Rachicerus och familjen vedflugor. Inga underarter finns listade i Catalogue of Life.